# Vanellus miles

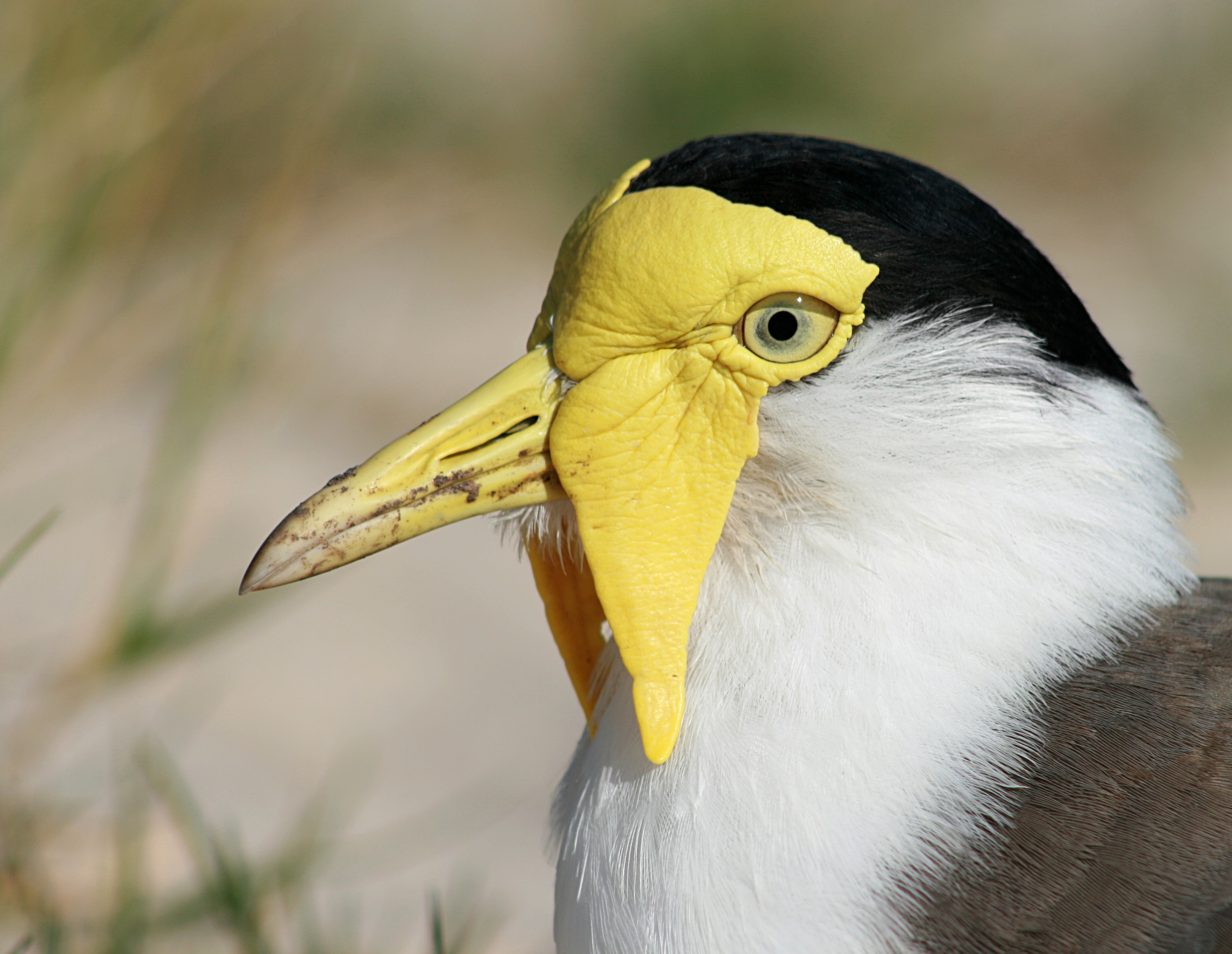
Vanellus miles miles

Te mặt nạ (danh pháp hai phần: Vanellus miles) là một loài chim thuộc họ Choi choi bản địa Úc, đặc biệt là các khu vực phía bắc và đông của lục địa. Nó dành hầu hết thời gian của mình trên mặt đất tìm kiếm thức ăn như côn trùng và sâu.

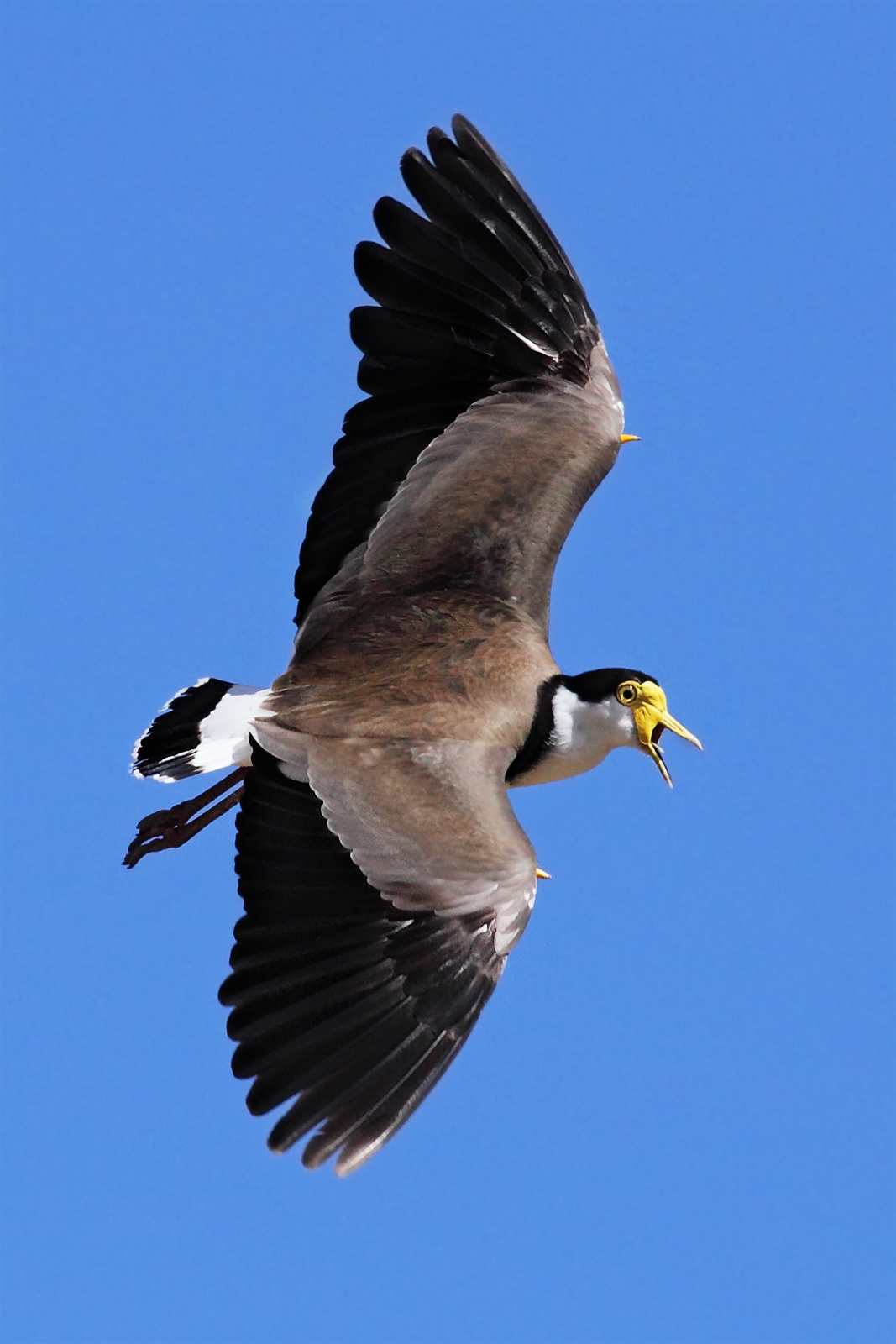
Đang bay

Loài này là đại diện của họ Choi choi, dài 35 cm và cân nặng 370 g. Có hai giống riêng biệt mà cho đến gần đây được cho loài riêng biệt. Phân loài Bắc Úc (Vanellus mile mile) có một cổ toàn màu trắng và yếm thịt lớn màu vàng, con trống có yếm thịt và mặt nạ lớn hơn. Phân loài được tìm thấy ở miền nam và miền đông tiểu bang (Vanellus miles novaehollandiae), có yếm thịt nhỏ hơn và dải cổ màu đen.